# Parapanamerikanische Badmintonmeisterschaft 2018
Die Parapanamerikanische Badmintonmeisterschaft 2018 fand vom 8. bis zum 11. November 2018 in Lima statt.

## Medaillengewinner
| Disziplin            | Gold                                      | Silber                                             | Bronze                                           |
| -------------------- | ----------------------------------------- | -------------------------------------------------- | ------------------------------------------------ |
| Herreneinzel WH1     | Marcelo Alves Conceição                   | Rodolfo Cano                                       | Osvaldo Crema Junior                             |
| Herreneinzel WH1     | Marcelo Alves Conceição                   | Rodolfo Cano                                       | Richard Peter                                    |
| Herreneinzel WH2     | Julio César Godoy                         | Jaime Aranguiz                                     | Bernard Lapointe                                 |
| Herreneinzel WH2     | Julio César Godoy                         | Jaime Aranguiz                                     | Pedro Nogueira                                   |
| Herreneinzel SL3     | Pedro Pablo de Vinatea                    | Leonardo Zuffo                                     | Renan Augusto Rosso                              |
| Herreneinzel SL3     | Pedro Pablo de Vinatea                    | Leonardo Zuffo                                     | William Roussy                                   |
| Herreneinzel SL4     | Raúl Anguiano                             | Pascal Lapointe                                    | Breno Johann                                     |
| Herreneinzel SL4     | Raúl Anguiano                             | Pascal Lapointe                                    | Rogerio Junior Xavier                            |
| Herreneinzel SU5     | Eduardo Oliveira                          | Ricardo Cavalli                                    | Kleiber Eduardo Mijares Palacios                 |
| Herreneinzel SU5     | Eduardo Oliveira                          | Ricardo Cavalli                                    | Geraldo da Silva Oliveira                        |
| Herreneinzel SH6     | Vitor Tavares                             | Miles Krajewski                                    | Dhiego Vidal Guimares                            |
| Herreneinzel SH6     | Vitor Tavares                             | Miles Krajewski                                    | Wyatt Lightfoot                                  |
| Herrendoppel WH1–WH2 | Marcelo Alves Conceição Julio César Godoy | Rodolfo Cano Rômulo Soares                         | Bernard Lapointe Richard Peter                   |
| Herrendoppel WH1–WH2 | Marcelo Alves Conceição Julio César Godoy | Rodolfo Cano Rômulo Soares                         | Pedro Nogueira Osvaldo Crema Junior              |
| Herrendoppel SL3–SL4 | Johann Breno Leonardo Zuffo               | Renzo Diquez Bances Morales Pedro Pablo de Vinatea | Cleto Eugenio Mario Ribeiro                      |
| Herrendoppel SL3–SL4 | Johann Breno Leonardo Zuffo               | Renzo Diquez Bances Morales Pedro Pablo de Vinatea | Jonathan Cardoso Pablo Cesar Cueto               |
| Herrendoppel SU5     | Rogerio Junior Xavier Eduardo Oliveira    | Raúl Anguiano Pascal Lapointe                      | Ricardo Cavalli Geraldo da Silva Oliveira        |
| Herrendoppel SH6     | Miles Krajewski Vitor Tavares             | Hector Jesus Salva Tunque Dhiego Vidal Guimares    | Angel Ielpo Jonatan Mattos                       |
| Herrendoppel SH6     | Miles Krajewski Vitor Tavares             | Hector Jesus Salva Tunque Dhiego Vidal Guimares    | Wyatt Lightfoot Dawson McClure                   |
| Dameneinzel WH1–WH2  | Pilar Jáuregui                            | Yuka Chokyu                                        | Daniele Torres Souza                             |
| Dameneinzel WH1–WH2  | Pilar Jáuregui                            | Yuka Chokyu                                        | Auricelia Freitas                                |
| Dameneinzel SL4–SU5  | Cintya Oliveira                           | Olivia Meier                                       | Abinaecia Maria da Silva                         |
| Dameneinzel SL4–SU5  | Cintya Oliveira                           | Olivia Meier                                       | Mikaela Almeida                                  |
| Dameneinzel SH6      | Giuliana Póveda                           | Katherine Valli                                    | Rubí Fernandez                                   |
| Dameneinzel SH6      | Giuliana Póveda                           | Katherine Valli                                    | Jayci Simon                                      |
| Damendoppel WH1–WH2  | Yuka Chokyu Pilar Jáuregui                | Maria Gilda Auricelia Freitas                      | Aline de Oliveira Cabral Daniele Torres Souza    |
| Damendoppel SL3–SU5  | Abinaecia Maria da Silva Cintya Oliveira  | Olivia Meier Jenny Bertha Ventocilla Huaranga      | Rosario del Pilar Chavez Rubinos Mikaela Almeida |
| Damendoppel SH6      | Giuliana Póveda Katherine Valli           | Colleen Gioffreda Jayci Simon                      | Rubí Fernandez Gabriela Rojas Bautista           |
| Mixed WH1–WH2        | Rodolfo Cano Pilar Jáuregui               | Marcelo Alves Conceição Daniele Torres Souza       | Bernard Lapointe Yuka Chokyu                     |
| Mixed WH1–WH2        | Rodolfo Cano Pilar Jáuregui               | Marcelo Alves Conceição Daniele Torres Souza       | Rômulo Soares Amy Burnett                        |
| Mixed SL3–SU5        | Pascal Lapointe Olivia Meier              | Ricardo Cavalli Abinaecia Maria da Silva           | Renan Augusto Rosso Mikaela Almeida              |
| Mixed SL3–SU5        | Pascal Lapointe Olivia Meier              | Ricardo Cavalli Abinaecia Maria da Silva           | Leonardo Zuffo Cintya Oliveira                   |
| Mixed SH6            | Vitor Tavares Rubí Fernandez              | Hector Jesus Salva Tunque Giuliana Póveda          | Dawson McClure Jayci Simon                       |
| Mixed SH6            | Vitor Tavares Rubí Fernandez              | Hector Jesus Salva Tunque Giuliana Póveda          | Ryan Gioffreda Colleen Gioffreda                 |